# Torneo NSFL Tackle Élite 2019
Il Torneo NSFL Tackle Élite 2019 è la 15ª edizione del campionato di football americano di prima squadra, organizzato dalla NSFL.

## Squadre partecipanti
| Club           | Città   | Stadio | Sponsor ufficiale | Risultato nella stagione 2018 |
| -------------- | ------- | ------ | ----------------- | ----------------------------- |
| Luzern Lions   | Lucerna |        |                   |                               |
| Morges Bandits | Morges  |        |                   |                               |

## Stagione regolare

### Calendario
| Lucerna 2019 | Luzern Lions | 21 – 6 | Morges Bandits |  |

| Morges 2019 | Morges Bandits | 7 – 6 | Luzern Lions |  |

### Classifica
La classifica della regular season è la seguente:
- PCT = percentuale di vittorie, G = partite giocate, V = partite vinte, N = partite pareggiate, P = partite perse, PF = punti fatti, PS = punti subiti
- La vittoria del torneo è indicata in verde

| Pos. | Squadra        | PCT  | G | V | N | P | PF | PS |
| ---- | -------------- | ---- | - | - | - | - | -- | -- |
| 1    | Luzern Lions   | .500 | 2 | 1 | 0 | 1 | 27 | 13 |
| 2    | Morges Bandits | .500 | 2 | 1 | 0 | 1 | 13 | 27 |

## Verdetti
- Luzern Lions Campioni NSFL Tackle Élite 2019